# Podalyria parvifolia
Podalyria parvifolia là một loài thực vật có hoa trong họ Đậu. Loài này được (Thunb.) DC. miêu tả khoa học đầu tiên năm 1825.